# Consuelo Vega
Consuelo Vega Díaz (24 de septiembre de 1961, Boo (Aller), España) es una filóloga y escritora asturiana.

## Biografía
Nacida en el lugar de Bustiyé, perteneciente a la parroquia allerana de Boo, de familia de tradición minera, quedó huérfana de padre a los dos años, trasladándose con la familia a vivir a Gijón. Estudió EGB en el Orfanato de Mineros Asturianos de Oviedo, terminando el BUP en el instituto de Lugones. En el curso 1979-80 inicia los estudios de Filología Española en la Universidad de Oviedo, obteniendo la licenciatura en 1985. Después de un breve periodo como docente, desde 1987 trabaja en la administración del Principado de Asturias donde tiene plaza por oposición de Filóloga, vinculada primero a Política Lingüística y más tarde al Instituto Adolfo Posada de Administración Pública. 
Entre 2003 y 2005 trabajó en el gabinete del Presidente de Asturias Vicente Álvarez Areces y, en 2007, asumió el cargo de directora general de Promoción Cultural y Política Lingüística en la Tercera Legislatura del presidente Areces. Entre 2008 y 2011 fue directora general de Política Lingüística. Está casada con el escritor Antón García, tienen una hija llamada Lena y residen en Oviedo.

## Directora general de Política Lingüística
En 2008, un año después de ser nombrada directora general de Promoción Cultural y Política Lingüística, IX y PSOE firman un pacto de Legislatura por el que el primero entra en el Gobierno, pasando en ese momento Vega a ocuparse de la Dirección General de Política Lingüística, primera vez que el cargo destinado a la promoción del asturiano tiene rango de Dirección General. 
Bajo su gestión se ha creado dentro de la administración la Unidad de Traducción, órgano oficial. También continuó el proceso de revisión de la toponimia asturiana, con 27 decretos aprobados oficializando el nombre tradicional de otros tantos concejos; se pusieron en marcha medidas de promoción y visibilización del asturiano, como la creación del Premio a la Mejor Canción (2007), el Día de las Ciencias Asturianas (2007) o la participación en el Liet International, festival europeo de lenguas minorizadas que en 2012 se celebró en Asturias. Igualmente, se normalizaron relaciones con la Academia de la Lengua Asturiana y se dio respuesta a su reivindicación de una sede institucional digna, que ocupa desde 2010 en la histórica calle del Águila de Oviedo.

## Escritora y traductora
Como filóloga del Principado viene desarrollando diversas actividades relacionadas con su trabajo, entre las que se pueden destacar la elaboración en 1991 de un Vocabulario de restaurantes o la participación como asesora en el Estudio sociolingüístico para Asturias que se realizó ese mismo año bajo la dirección de Francisco Llera Ramo. Actualmente es coordinadora de formación para el personal de la Administración Pública asturiana.
Traductora del alemán al asturiano, ha publicado en 1992 la obra infantil Konrad o el nenu que vieno na lata conserves, de Christine Nöstlinger y la novela La muyer manzorda del austriaco Peter Handke. También tiene traducidos «Siete poemes» de Bertolt Brecht.
En 1992 fue la responsable de la edición literaria de Cantares valdesanos, primer libro de la poeta de Ḷḷuarca Nené Losada. Es coautora, junto con Antón García, del ensayo Del centru a la periferia (1993), una reflexión sobre el proceso histórico y cultural que ha llevado a Asturias de la centralidad a la periferia de una entidad superior. 
Se da a conocer como narradora al ganar en 1994 el Primer Premio María Josefa Canellada de Narrativa con el relato Cera frío (publicado en 1995). En 2001  recibió el premio Fernández Lema de relatos por el cuento «Qué viaje inútil la vida». También está presente en el volumen colectivo Muyeres que cuenten (1995), en la Antología del cuento triste (2003) y en Hestories pa contales, publicada en 2017.
La obra narrativa, breve, está recogida en el volumen Más espeso que l'agua (2014), obra galardonada por la Tertulia Malory como el mejor libro asturiano de ese año. Muestra a una autora amante de retratar relaciones humanas desde la distancia más breve: la de lo cotidiano. El resultado son relatos de una gran soltura expresiva, realistas, escritos en una prosa directa y limpia, sin adornos, intensa y precisa. 
Desde la militancia feminista ha publicado en el diario La Nueva España una serie de artículos sobre el papel histórico de la mujer, más tarde recogidos en el volumen Una mirada a la muyer na hestoria (1999). Este libro, traducido al español por la propia autora, se publicó en 2002 con el título Una mirada a la mujer en la historia. También en 2002 publicó el ensayo Ortografía del asturianu nos sieglos XVIII y XIX, trabajo de investigación defendido en 1993 dentro de los cursos de doctorado que realizó en la Universidad de Oviedo entre 1991 y 1993.
Consuelo Vega ha presentado en 2007 en RPA el espacio de entrevistas Paraisu Natural, uno de los primeros espacios que se emitieron en la recién creada emisora pública asturiana.

## Premios
- Premio de narraciones «María Josefa Canellada» (1994) convocado por la Consejería de Cultura del Principado de Asturies.
- Premio de relato breve «Fernández-Lema» de la Fundación del mismo nombre (2001)
- Premio Tertulia Malory a lo mejor libro en asturiano (2014)

## Publicaciones

### Narrativa
- Cera frío (premio María Josefa Canellada 1995). Oviedo, Servicio de Publicaciones, 1995. Prólogo de Montserrat Garnacho.
- Más espeso que l'agua. Oviedo, Saltadera, 2014

### Libros colectivos
- Muyeres que cuenten (antología de varios autores). Prólogo de Oliva Blanca. Oviedo, Trabe, 1995.
- Premios de relato corto Fundación Fernández Lema. Luarca, 2000-2002. Luarca, Fundación Fernández-Lema, 2003.
- Antología del cuento triste. Selección de José Luis Puntero. Oviedo, Ámbito, 2003.
- Hestories pa contales. Paquita Suárez Coalla. Oviedo, Trabe, 2017.

- Christine Nöstlinger, Konrad o el nenu que vieno na lata conserves. Madrid, Alfaguara, 1990.
- Peter Handke, La mujer manzorda. Oviedo, Trabe, 1992.
- Bertolt Brecht, «Siete poemas». Osa Mayor, 3. Oviedo, 1997.

### Ensayo
· Del centro a la periferia. Oviedo, Ámbito, 1994. (En colaboración con Antón García)
- Una mirada a la muyer na hestoria. Oviedo, Trabe, 1999.
- Una mirada a la mujer en la historia. Traducción de la autora. Oviedo, Trabe, 2002
- Ortografía del asturianu nos sieglos XVIII y XIX. Oviedo, Trabe, 2002.

### Edición
- Nené Losada, Cantares Valdesanos. Edición y prólogo de Consuelo Vega. Gijón, Libros del Pexe, 1992.